# Boleum
Boleum és un gènere de plantes amb flors dins la família brassicàcia. És un gènere monotípic amb una sola espècie: Boleum asperum, que en la vegetació dels Països catalans és autòctona i endèmica:

## Descripció
Mata semicaducifòlia de 30 a 40 cm d'alçada (perd el fullatge en temps fred o molt eixut); rabassa molt liginificada; branquillons erectes; fulles sèssils ordinàriament enteres, estretament oblongolanceolades de 5-30 x 2-4 m; pètals d'un blanc groguenc amb venes obscures, floreix d'abril a juny; fruit amb el segment inferior hel·lipsoïdal.

## Hàbitat
Brolles poc denses de tendència estèpica, sòls calcaris. Es troba només a la Terra Alta occidental, Baix Cinca i Segrià, de 80 a 300 m d'altitud.